# Theo Michael Schmitt
„Theo“ Michael Schmitt (* 5. Dezember 1949 in Albertshofen) ist ein deutscher Biologe.

## Laufbahn
Schmitt wuchs im ländlichen Obersteinach im Hohenlohischen auf, besuchte 1960 das Gymnasium bei Sankt Michael in Schwäbisch Hall, zog im selben Jahr nach Dettenhausen (Kreis Tübingen) und legte 1968 am Uhland-Gymnasium Tübingen das Abitur ab, und studierte ab dem Sommersemester 1970 Biologie an der Universität Tübingen. Er wechselte bereits im folgenden Wintersemester an die FU Berlin, wo er die Fächer Biologie und Soziologie belegte. 1976 legte er das Diplom in Biologie mit einer Arbeit zum Sozialverhalten von Totenkopfaffen ab.
1982 wurde er mit einer Arbeit über die Evolution der Zirpkäfer (Criocerinae) promoviert. Von 1983 bis 1989 war Schmitt Hochschulassistent am Institut für Zoologie der Universität Freiburg und von 1990 bis 1992 Freier Mitarbeiter des Verlag Herder Freiburg, wo er den Band 10 des Herder-Lexikons der Biologie Biologie im Überblick edierte.
1992 war Schmitt zudem Wissenschaftlicher Mitarbeiter des Badischen Landesvereins für Naturkunde und Naturschutz in Freiburg.
Ab Oktober 1992 war er Kurator in der Sektion Coleoptera, Leiter der Abteilung Entomologie sowie zweiter Stellvertreter des Direktors am Zoologischen Forschungsmuseum Alexander Koenig in Bonn. 1993 habilitierte er sich an der Universität Freiburg. Ab 1994 war er Privatdozent an der Rheinischen Friedrich-Wilhelms-Universität Bonn, wo er 2001 zum außerplanmäßigen Professor berufen wurde.
2009 wurde er Wissenschaftlicher Angestellter am Zoologischen Institut und Museum der Universität Greifswald in der Abteilung Allgemeine und Systematische Zoologie. 2010 wurde er dort zum außerplanmäßigen Professor ernannt, seit 2015 ist er im Ruhestand.
Ab 1995 war er Managing Editor, von 2004 bis 2007 Editor-in-Chief des Zoologischen Anzeigers. Dazu fungierte er von 2002 bis 2009 als Schriftleiter der Bonner zoologischen Beiträge. Während dieser Zeit (2004 bis 2008) war er auch Mitglied des Vorstands der International Society of Zoological Sciences. Von Juni 2015 bis Juni 2019 war er Vorsitzender der Deutschen Gesellschaft für Geschichte und Theorie der Biologie.

## Hauptforschungsgebiete
Schwerpunkte in der Forschung von Schmitt sind unter anderem Phylogenetische Systematik, Evolutionsbiologie, Koleopterologie, Funktionsmorphologie und Wissenschaftsgeschichte. Bei dem Letztgenannten hat er unter anderem an einer Biographie von Willi Hennig und der Geschichte der Phylogenetischen Systematik gearbeitet. Weitere Projekte beschäftigen sich mit Blattkäfern (Chrysomelidae), Samenkäfern (Bruchinae) und Bockkäfern (Cerambycidae), speziell deren Taxonomie, Phylogenie, Funktionsmorphologie und Reproduktionsbiologie.